# Ben Atiga
Pas d'image ? Cliquez ici

a Compétitions nationales et continentales officielles uniquement.

b Matchs officiels uniquement.
Dernière mise à jour le 03 février 2016.
Benjamin Alo Charles Atiga, né le 5 mai 1983 à Auckland, est un ancien joueur de rugby à XV néo-zélandais qui a joué avec les All-Blacks et qui a évolué dans le Super 14 avec les Auckland Blues au poste de trois-quarts centre ou arrière (1,75 m pour 93 kg).

## Carrière

### En équipe nationale
Il a joué avec l’équipe de Nouvelle-Zélande des moins de 19 ans (2001-02) et des moins de 21 ans (2002-03). Il a remporté la coupe du monde des moins de 21 ans.
Il a disputé un test match le 24 octobre 2003 contre l'équipe des Tonga.
Atiga a disputé un match de la coupe du monde de rugby 2003.

## Palmarès

### En club et province
- 92 matchs de NPC avec Auckland (82) et Otago (10).
- 46 matchs de Super Rugby avec les Blues (45) et les Highlanders (1).
- 30 matchs de Pro12 avec Édimbourg

### En équipe nationale
- Champion du monde des moins de 21 ans, en 2001, 2002 et 2003.
- Troisième de la Coupe du monde 2003

## Statistiques

### En équipe nationale
En 2003, Ben Atiga compte 1 sélection avec les All-Blacks. Avec les Kiwis, il dispute une Coupe du monde en 2003.